# Everyday Robots
Everyday Robots — сольный студийный альбом британского музыканта Деймона Албарна, выпущенный 28 апреля 2014 года на лейбле Parlophone в Великобритании. Продюсиром выступил Ричард Рассел. В записи альбома приняли участие Наташа Хан (более известная как Bat for Lashes) и Брайан Ино.

## Создание альбома
Принято считать, что Everyday Robots является первым из сольных студийных альбомов Албарна, хотя иногда к ним относят Mali Music (2002), выпущенный совместно с тремя другими исполнителями, Democrazy (2007) и Dr. Dee (2012). Албарн также является лидером групп Blur, Gorillaz и The Good, the Bad and the Queen.
Беседуя на радио BBC 6 Music о предстоящем альбоме, Албарн сказал, что сперва он хотел собрать группу для записи нового материала, но продюсер Ричард Рассел сказал ему, что хотел бы спродюсировать работу именно самого Албарна.

В тот момент мне показалось, что это может быть именно тем, что мне и следует сделать, потому что я не сделал этого раньше.
Оригинальный текст (англ.)At that point it occurred to me that that might be something that I should probably do, 'cos i haven’t done it before.
— Деймон Албарн в эфире BBC 6 Music
Когда Рассел предложил Албарну записать диск после его работы над диском Бобби Уомака, у Албарна было более 60 набросков. Главная тема альбома — отношения между людьми.
Тексты песен альбома обращаются к самым меланхоличным, сокрытым сторонам Албарна. Говоря о них, он сказал, что первые тексты, которые будут использованы в альбоме, были написаны ещё в 1976 году. Также он добавил, что «каждая строка на этой записи действительно произошла».
Например, «Mr. Tembo» написана о слонёнке-сироте, которого Албарн встретил в одной из своих поездок в Африку. Он встретил его во Мкомази в Танзании. «Мистером Тембо» местные изначально называли аэродром. Албарн гулял там и встретил маленького белого слонёнка, для которого он спел, записав пение на телефон. Эту заготовку услышал Рассел и посоветовал Албарну «довести номер до ума».
«You and Me», в свою очередь, частично повествует об зависимости Албарна от героина, которая появилась у него 1990-х, и от которой он вскоре избавился.

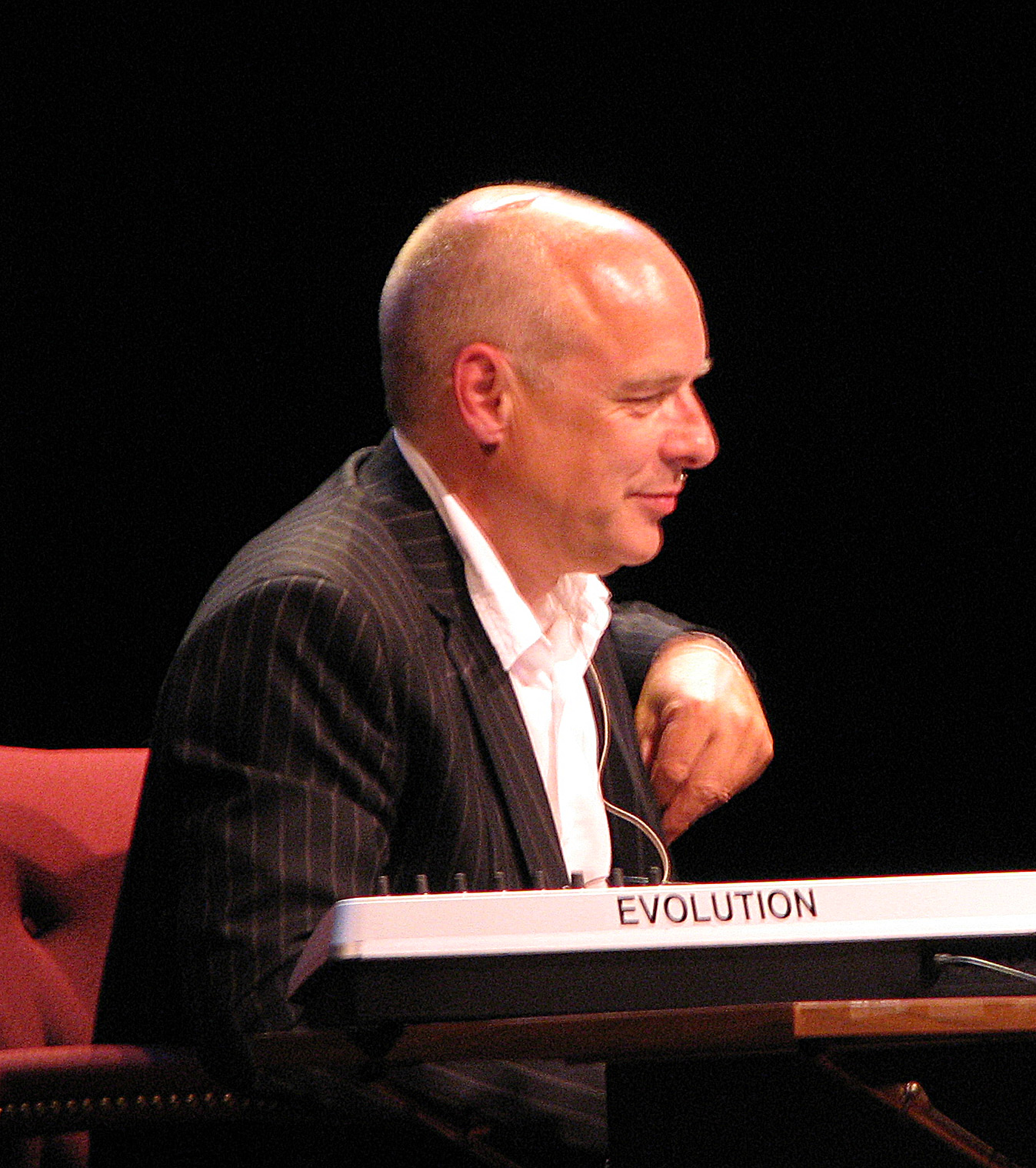
Брайан Ино, принимавший участие в записи альбома

Альбом был записан в студии Деймона Албарна Studio 13 в Западном Лондоне. В записи альбома приняли участие Наташа Хан (более известная как Bat for Lashes) и Брайан Ино. Вокал Ино будет звучать в композиции «Heavy Seas of Love», а голос Наташи Хан — в «The Selfish Giant». Албарн сказал, что Хан будет петь как его «призрачное эхо».
Помимо них, приглашен для записи был хор The Leytonstone City Mission Choir, который располагается в церкви пятидесятников на улице, где жил Албарн.

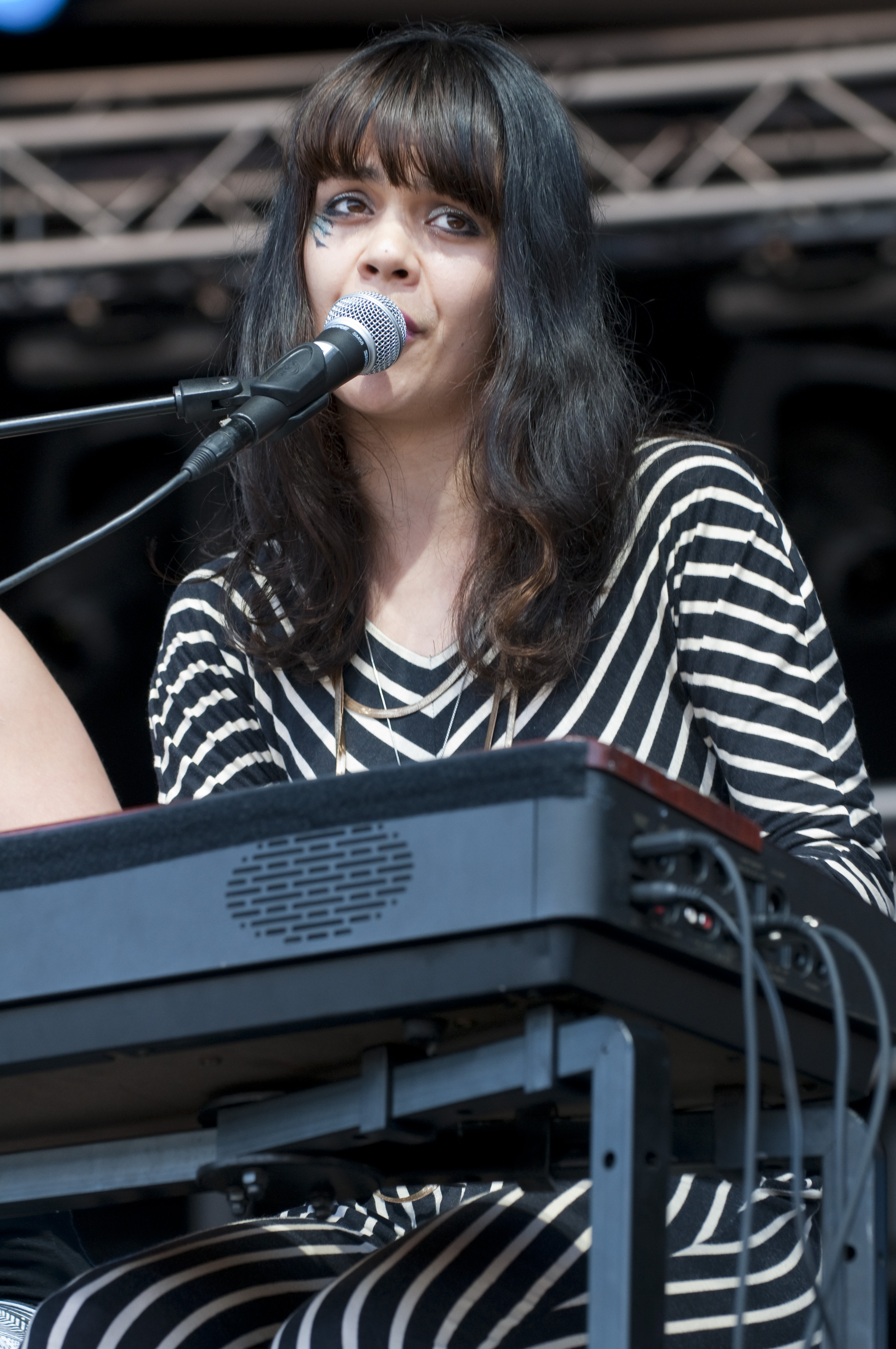
Голос Наташи Хан звучит в «The Selfish Giant»

## Выпуск и продвижение
Первый сингл «Everyday Robots» был выпущен 3 марта 2014 года, а музыкальное видео на песню вышло на YouTube 20 января 2014 года. Режиссёром видео стал Аитор Труп (англ. Aitor Throup). На выпущенном сингле, помимо песни «Everyday Robots», была вторая дорожка, не заявленная в альбоме — «Electric Fences».
27 февраля 2014 года, Албарн выпустил видео к своей песне «Lonely Press Play». Видео примечательно тем, что Албарн снял его на свой iPad.

Работа началась с того, что я отправился погулять по родным местам и наснимал то, что там теперь, на свой iPad. Это напоминало археологические раскопки. Я как бы таким образом стирал границы между настоящим и прошлым, чтобы в памяти все воспроизвелось очень ясно.— Деймон Албарн в интервью Rolling Stone
Албарн впервые исполнил песни из нового альбома на 30-м кинофестивале «Сандэнс». Прозвучали «Lonely Press Play», «Everyday Robots», «Hollow Ponds», «Hostiles», «You And Me» из нового альбома Албарна, а также «On Melancholy Hill» Gorillaz и «To the End» Blur.
Для гастролирования во время продвижения альбома Албарн собрал концертную группу, названную The Heavy Seas. Она состоит из гитариста Сеи (англ. Seye), барабанщика Пола Стэнли-Маккензи, басиста Джеффа Вуттона и Майка Смита на клавишных.
На iTunes альбом стал доступен для прослушивания 22 апреля 2014, за 6 дней до официального релиза.
Позже были выпущены видео песен «Heavy Seas of Love» (выпущено 22 апреля 2014 года) и «Mr Tembo» (выпущено 13 мая 2014 года). В видео на песню «Mr Tembo» появилась вся группа Албарна The Heavy Seas и хор The Leytonstone City Mission Choir, который был задействован в альбоме; также был включены кадры с настоящим Мистером Тембо — слонёнком. Это видео было снято в церкви Pentecostal City Mission Church в Лейтонстоуне, неподалёку от дома Албарна.

## Список композиций
Слова и музыка всех песен — Деймон Албарн.
| №                   | Название                           | Длительность |
| ------------------- | ---------------------------------- | ------------ |
| 1.                  | «Everyday Robots»                  | 3:57         |
| 2.                  | «Hostiles»                         | 4:09         |
| 3.                  | «Lonely Press Play»                | 3:42         |
| 4.                  | «Mr Tembo»                         | 3:43         |
| 5.                  | «Parakeet»                         | 0:43         |
| 6.                  | «The Selfish Giant»                | 4:47         |
| 7.                  | «You and Me»                       | 7:05         |
| 8.                  | «Hollow Ponds»                     | 4:59         |
| 9.                  | «Seven High»                       | 1:00         |
| 10.                 | «Photographs (You Are Taking Now)» | 4:43         |
| 11.                 | «The History of a Cheating Heart»  | 4:00         |
| 12.                 | «Heavy Seas of Love»               | 3:44         |
| Общая длительность: | Общая длительность:                | 46:32        |

| №                   | Название                  | Длительность |
| ------------------- | ------------------------- | ------------ |
| 13.                 | «Father’s Daughter’s Son» | 3:39         |
| 14.                 | «Empty Club»              | 3:16         |
| Общая длительность: | Общая длительность:       | 53:27        |

## Критика
| Совокупная оценка    | Совокупная оценка |
| Источник             | Оценка            |
| -------------------- | ----------------- |
| Metacritic           | 76/100            |
| Оценки критиков      |                   |
| Источник             | Оценка            |
| The Telegraph        | [ 32 ]            |
| Factmag.com          | [ 33 ]            |
| Drowned In Sound.com | [ 34 ]            |
| Rolling Stone        | [ 35 ]            |
| Rolling Stone Russia | [ 36 ]            |
| The Independent      | [ 37 ]            |
| musicOMH.com         | [ 38 ]            |
| Allmusic.com         | [ 39 ]            |
| Clash Music          | [ 40 ]            |
| Spin                 | [ 41 ]            |
| NME                  | [ 42 ]            |

Критика альбома была по большей части положительной. На интернет-сайте Metacritic альбом имеет рейтинг 76 из 100, составленный на основе 37 профессиональных рецензий музыкальных критиков.
В своём отзыве на альбом Джон Долан из Rolling Stone назвал песню «Everyday Robots» выразительной, примитивной, но вместе с тем поразительно современной. Лучшей песней в альбоме он назвал «Hollow Ponds». В целом он оценил альбом положительно, поставил ему 4 звезды из 5, и сказал, что Албарн — неутомимый инноватор в мире музыки.
Главный редактор русской версии Rolling Stone Александр Кондуков, оценивая альбом, также дал 4 звезды из 5 и описал альбом так: «нежный медитативный альбом со скулящей интонацией о грустном британском мужчине, который шастает по Лондону с диктофоном, выезжает за рубеж, чтобы пообщаться с малийскими музыкантами, спеть песню танзанийскому слоненку и поучаствовать в тринидадском карнавале». Подводя итог, Александр Кондуков сказал, что маразм, бубнежка и странности были поданы красиво.
Редактор интернет-сайта AllMusic Стивен Томас Эрлевайн оценил альбом в 4 звезды из 5. Он написал, что альбом похож на долгую медитацию о настоящем и прошлом. Также он отметил, что очень любопытно звучание альбома — смесь электронных инструментов и акустических, стратегически размещен текст. Эрлевайн закончил обзор вердиктом: если вы одиноки, вы будете это слушать.
Рецензент музыкального журнала Spin Гаррет Кэмпс сказал, что «песни Албарна по меньшей мере затуманивают сознание: они тяжелы, меланхоличны и чудны́». Он высказал мнение, что этот альбом — лучшая на данный момент работа Албарна, хотя ждал он совершенно другого стиля. После Blur и Gorillaz Кэмпс ожидал чего-то подобного, однако «Албарн растёт», и этот альбом — антипод всем предыдущим работам Албарна.
В сентябре 2014 Everyday Robots был номинирован на одну из престижнейших музыкальных премий Великобритании — «Mercury Prize», однако премия досталась альбому Dead группы Young Fathers.

## Чарты
Сразу после выхода альбом дебютировал на вторых позициях в национальных чартах музыкальных альбомов Шотландии и Великобритании The Official Charts Company. В США высшей позицией альбома была 32-я строка хит-парада музыкальных альбомов Billboard 200. Также альбом достиг большого успеха в Ирландии (3-е место в национальном хит-параде), Дании (4-е), Венгрии, Франции и Швеции (все — 6-е место).
| Чарт (2014)                       | Высшая позиция |
| --------------------------------- | -------------- |
| Австралия (ARIA)                  | 26             |
| Австрия (Ö3 Austria)              | 12             |
| Бельгия/Фландрия (Ultratop)       | 16             |
| Бельгия/Валлония (Ultratop)       | 11             |
| Дания (Hitlisten)                 | 4              |
| Нидерланды (Album Top 100)        | 19             |
| Франция (SNEP)                    | 6              |
| Венгрия (MAHASZ)                  | 6              |
| Ирландия (IRMA)                   | 3              |
| Италия (Classifica album)         | 10             |
| Германия (Media Control)          | 7              |
| Новая Зеландия (RMNZ)             | 15             |
| Польша (ZPAV)                     | 40             |
| Шотландия (Scottish Albums Chart) | 2              |
| Испания (PROMUSICAE)              | 42             |
| Швеция (Sverigetopplistan)        | 44             |
| Швейцария (Schweizer Hitparade)   | 6              |
| Великобритания (UK Albums Chart)  | 2              |
| США (Billboard 200)               | 32             |

## История релизов
| Страна         | Дата           | Лейбл        | Формат                               | Источник |
| -------------- | -------------- | ------------ | ------------------------------------ | -------- |
| Австралия      | 25 апреля 2014 | Parlophone   | CD, цифровая дистрибуция             | [ 64 ]   |
| Польша         | 28 апреля 2014 | Warner Music | CD, LP, CD+DVD, цифровая дистрибуция | [ 8 ]    |
| Великобритания | 28 апреля 2014 | Parlophone   | CD, цифровая дистрибуция             | [ 65 ]   |

## Участники записи
- Деймон Албарн — вокал, клавишные, гитара
- Ричард Рассел[англ.] — ударные
- Брайан Ино — вокал в песне «Heavy Seas Of Love», синтезатор
- Наташа Хан — вокал в песне «The Selfish Giant»
- The Leytonstone City Mission Choir, Veona Byfield Bowen, Маргурита Эдвардс, Селия Мерфи, Мэри Олдакр, Пэтси Уолш — хор
- Николас Хугэм — валторна
- Дэн Карпентер — труба
- Крис Чен, Тимоти Лири, Роберт Морли — речь
- The Demon Strings, Элизабет Данн, Олли Лэнгфорд, Стелла Пэйдж, Антония Пагулатос, Элис Прэтли, Котоно Сато — струнные
- Олли Лэнгфорд — виолончель
- Саймон Тонг[англ.] — гитара[15][66]